# شتيفان فورستر
شتيفان فورستر (بالألمانية: Stefan Förster)‏ (مواليد 17 أكتوبر 1950) هو ملاكم ألماني شرقي، مثّل بلاده في الألعاب الأولمبية الصيفية في دورتي 1972 و1976.

## روابط خارجية
شتيفان فورستر على موقع أوليمبيديا (الإنجليزية)